# Berthold Woltze
Pour les articles homonymes, voir Woltze.
Berthold Woltze, né le 24 août 1829 à Havelberg et décédé le 29 novembre 1896 à Weimar au sein de l'Empire allemand, est un illustrateur et un peintre portraitiste allemand. 

## Biographie
Berthold Woltze naît à Havelberg en 1829. Après des études d'art à Berlin, Rome et Paris, il devient peintre et se spécialise dans la réalisation de portraits et la peinture de scènes de genre. Il enseigne notamment à l'école des beaux-arts de Weimar et travaille comme illustrateur pour l'hebdomadaire Die Gartenlaube entre 1871 et 1878.
Il est le père du peintre et architecte Peter Woltze (de) (1860-1925). Il décède à Weimar en 1896.
Ces œuvres sont notamment visibles ou conservées au musée historique allemand de Berlin.

## Œuvres

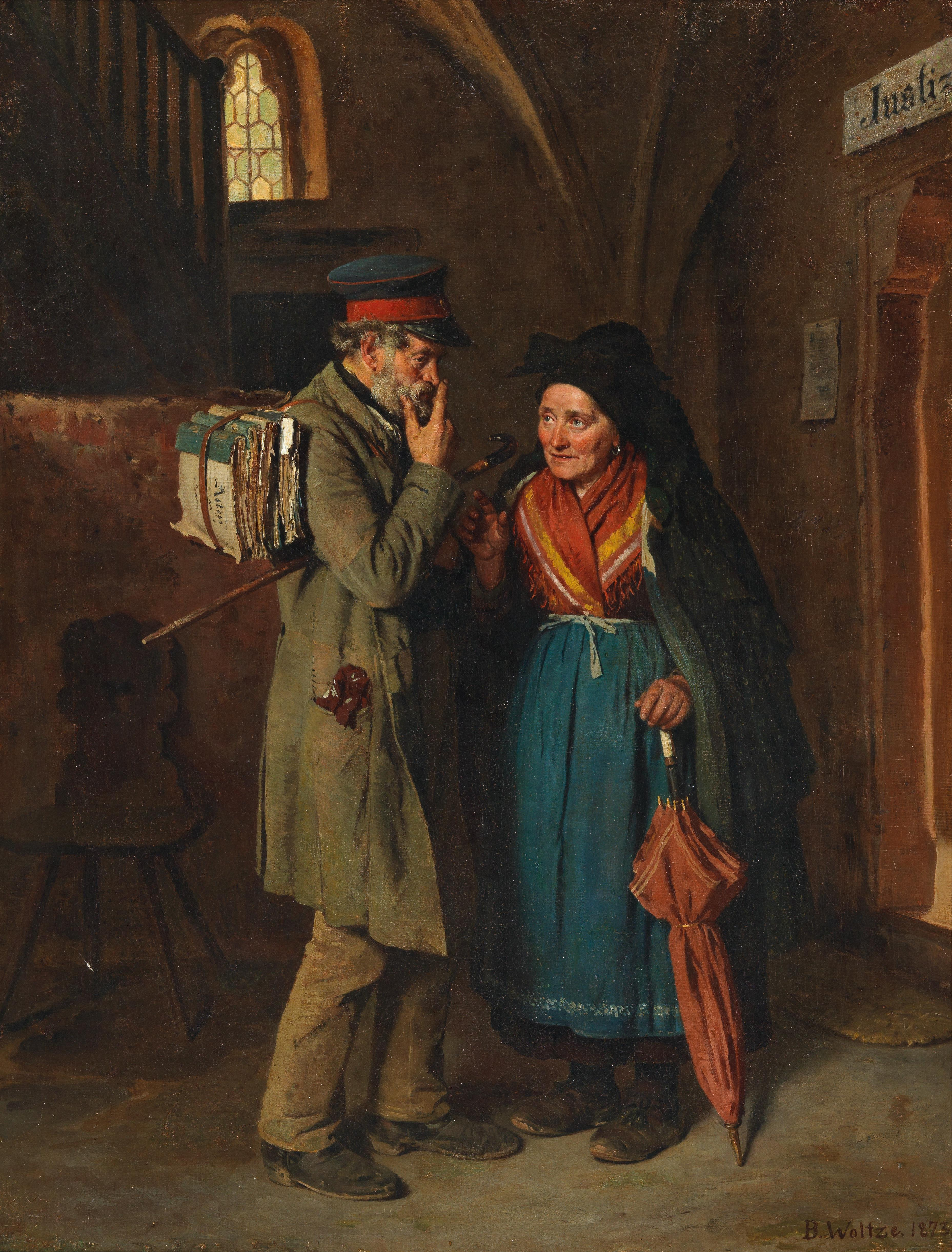
Guter Rat ist teuer!, 1873
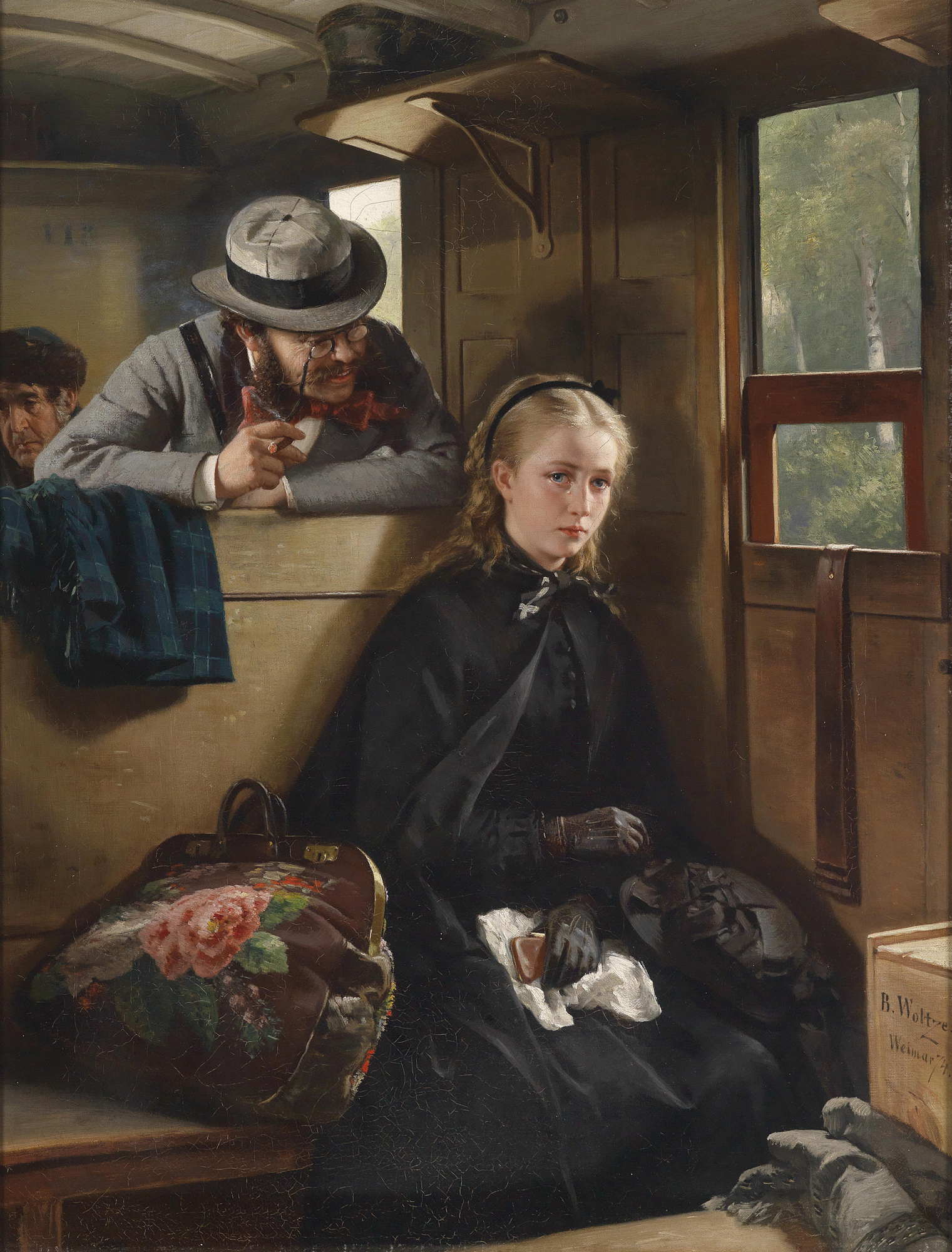
Der lästige Kavalier, 1874
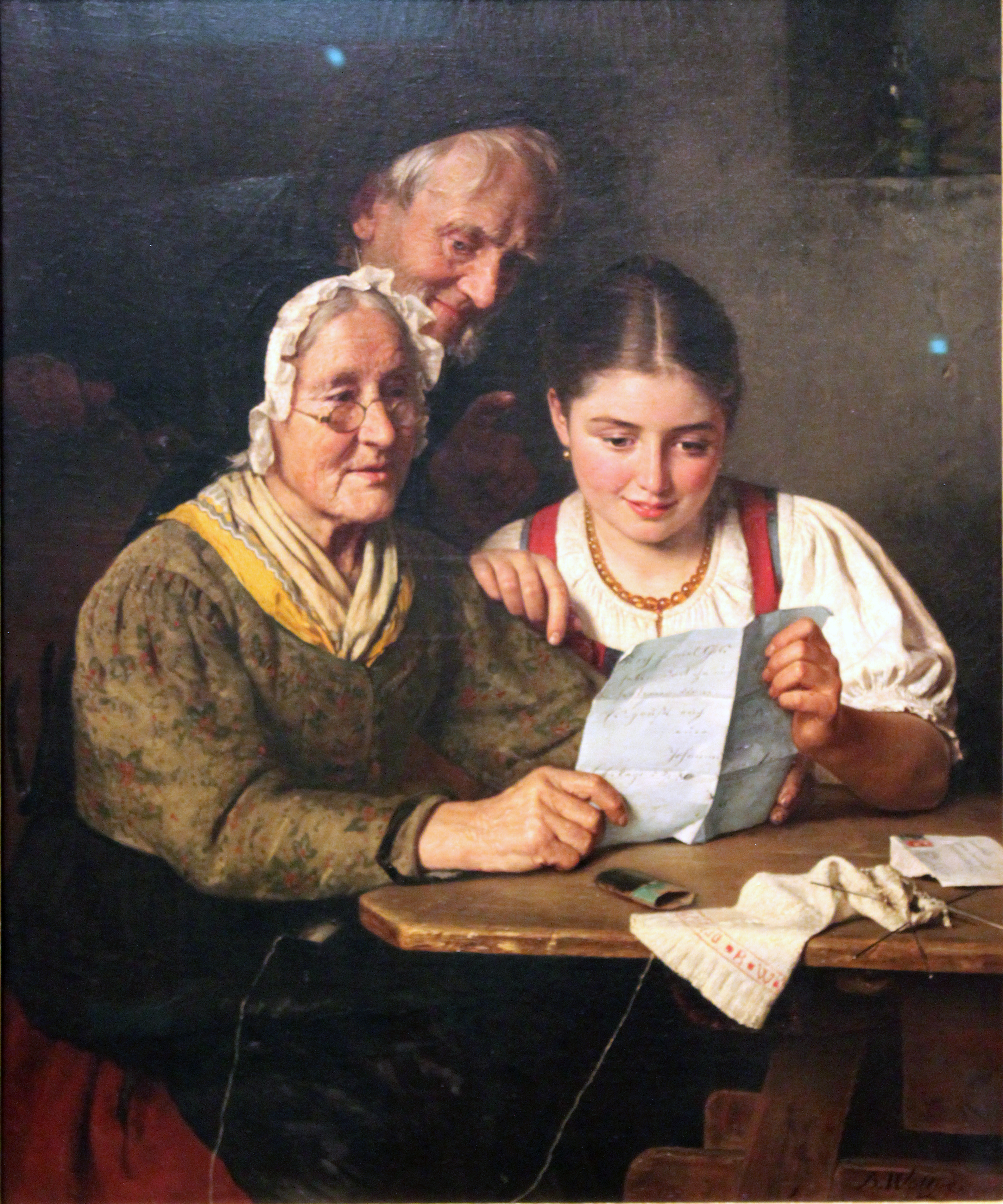
Ein Brief aus Amerika, 1880, musée historique allemand
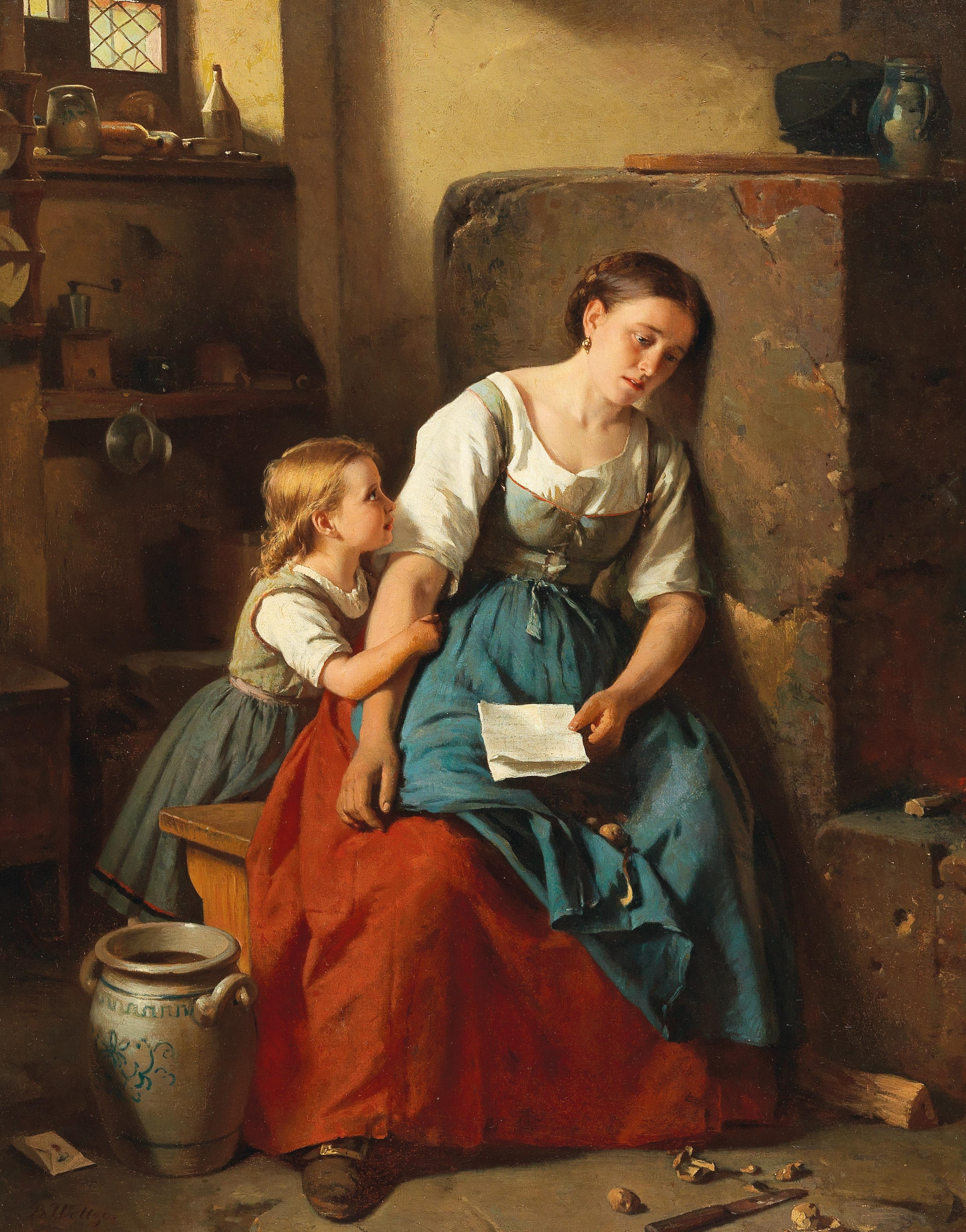
Der Brief, sans date
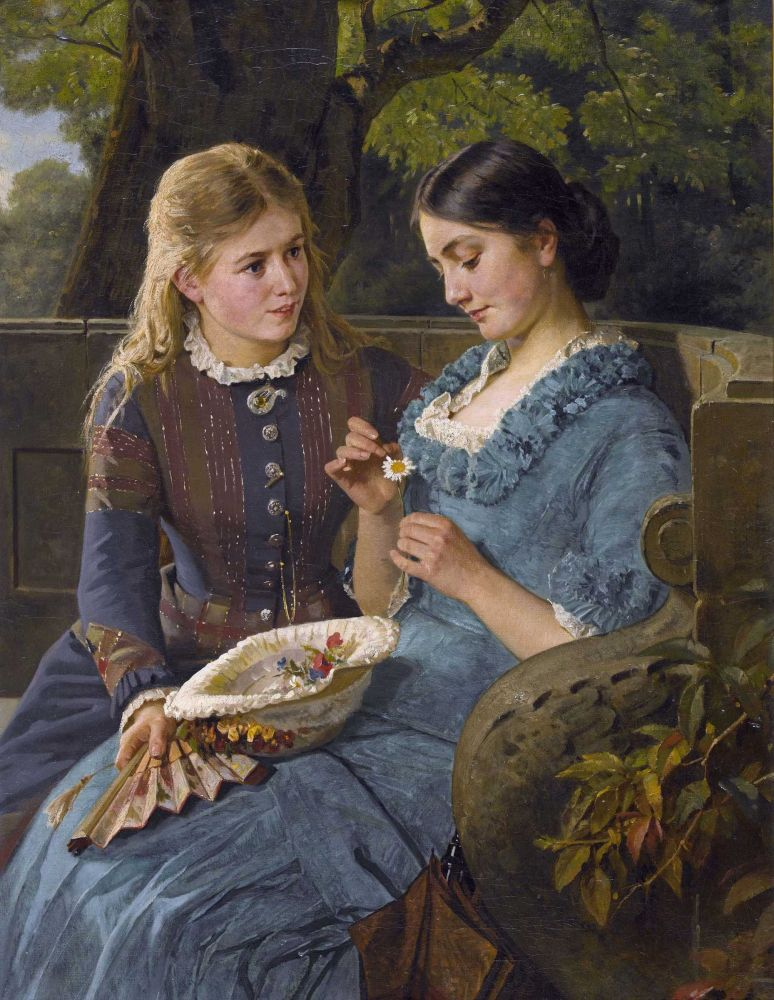
Parkszene mit verliebter junger Frau, sans date
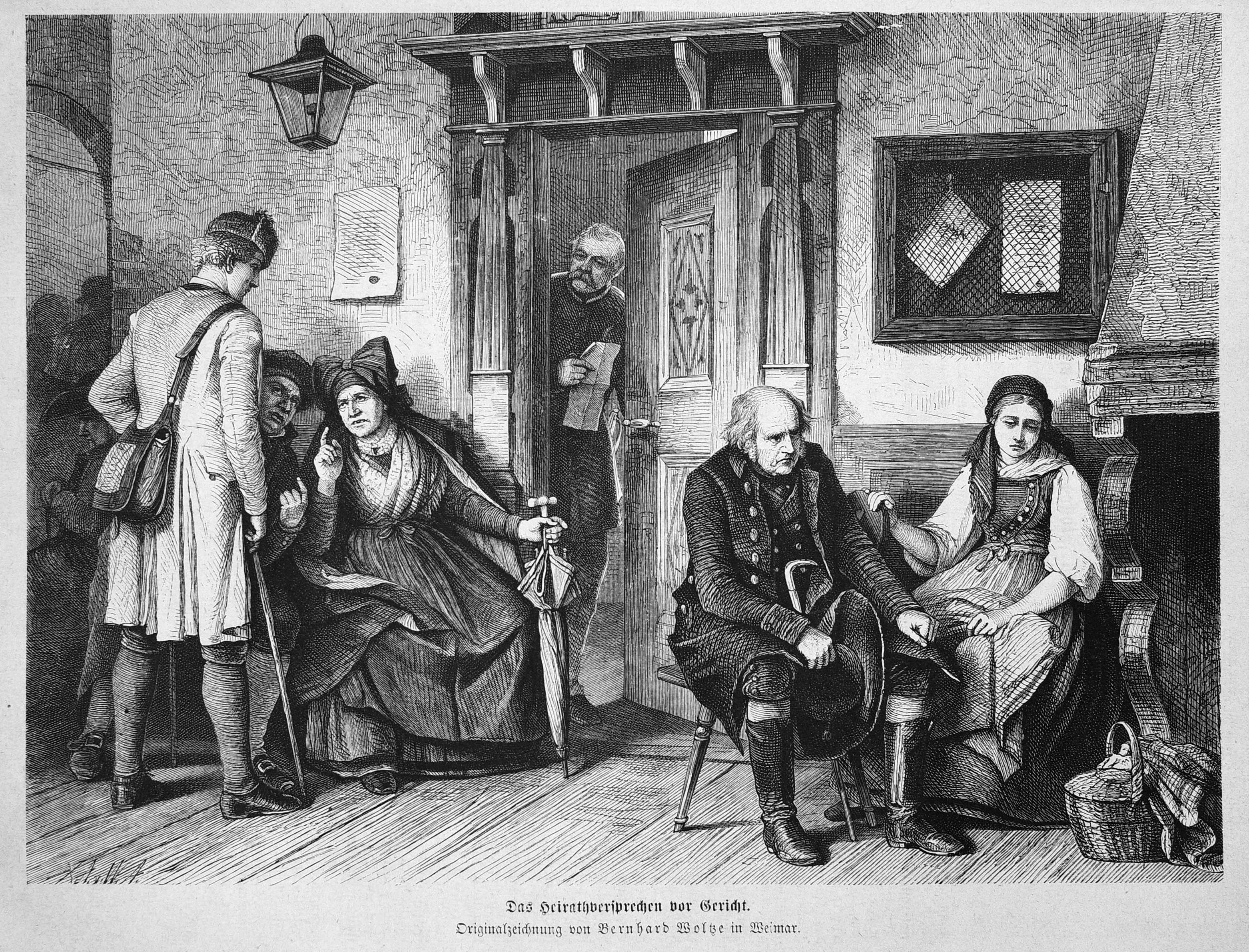
Das Heirathversprechen vor Gericht, illustration pour le Die Gartenlaube, 1872
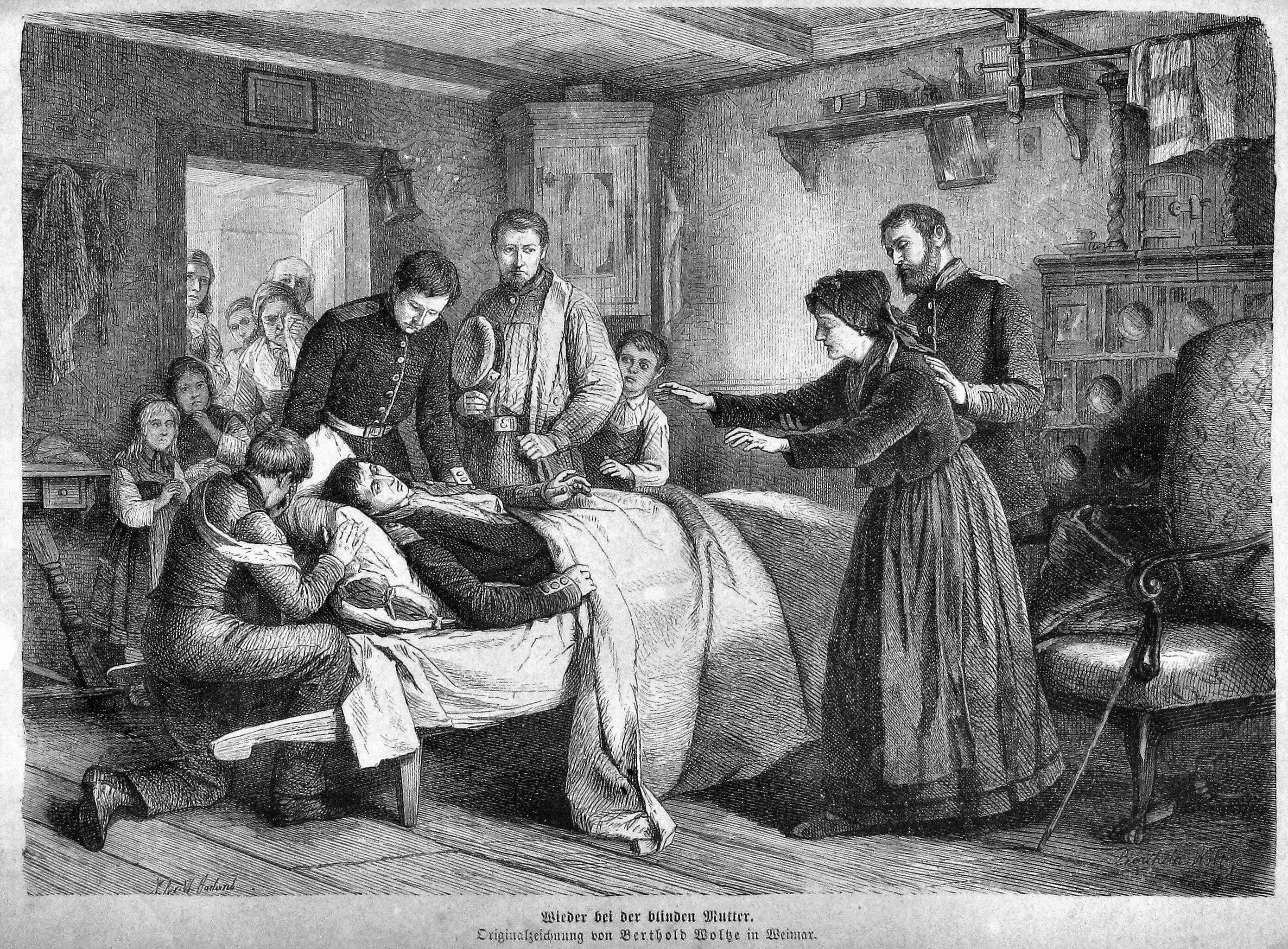
Wieder bei der blinden Mutter, illustration pour le Die Gartenlaube, 1873
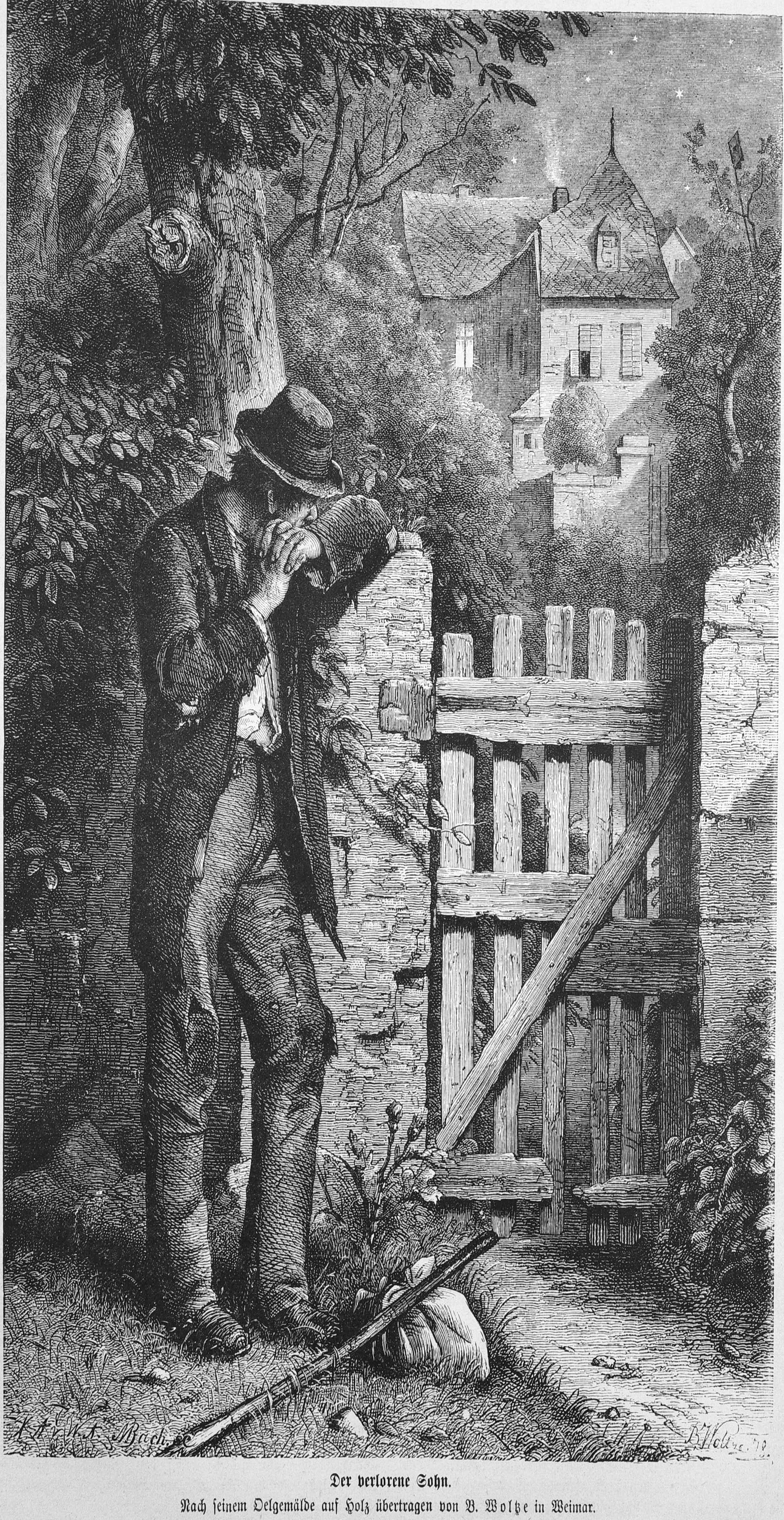
Der verlorene Sohn, illustration pour le Die Gartenlaube, 1878